# Tea (antorcha)

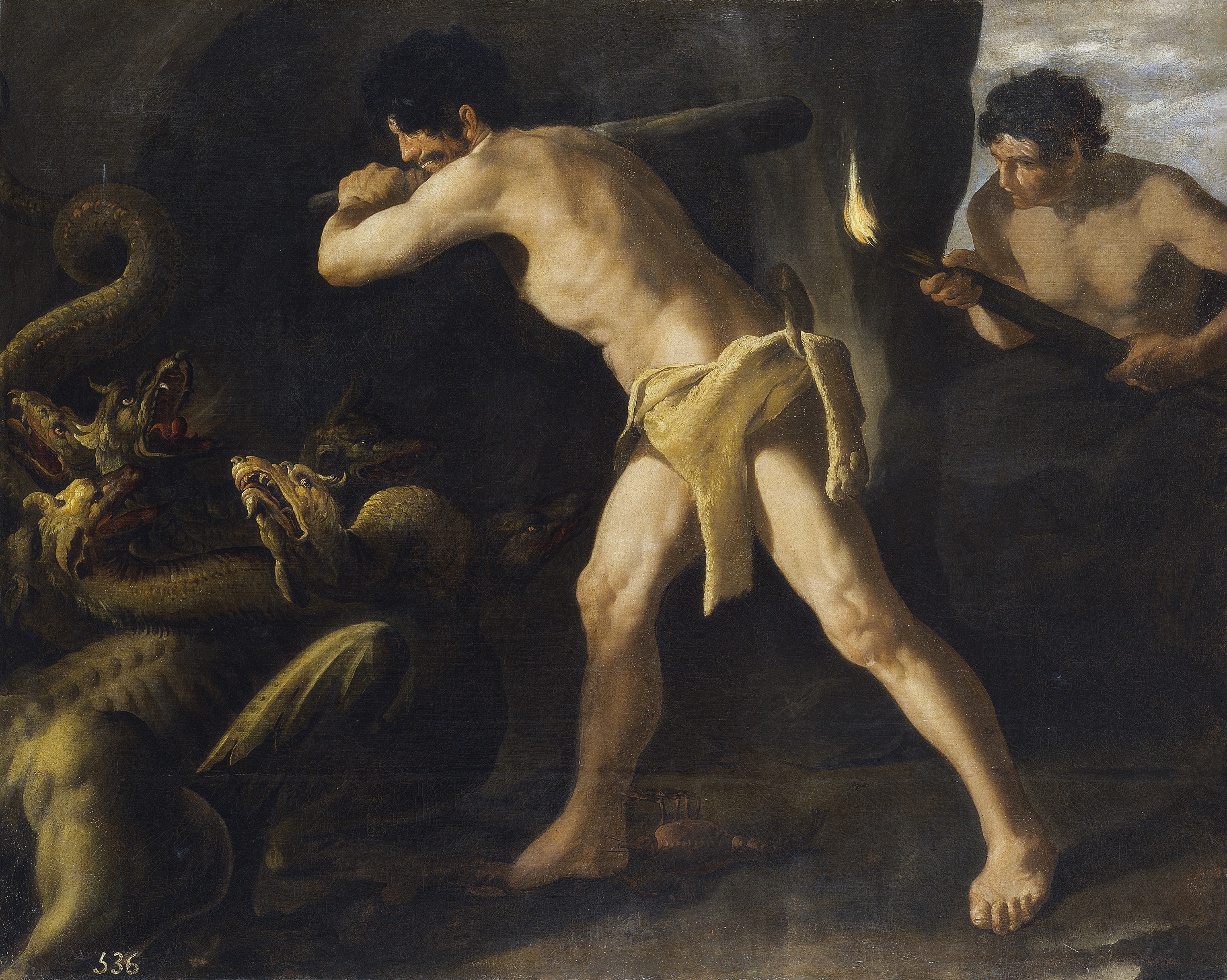
En el cuadro de Zurbarán Hércules lucha con la hidra de Lerna, observamos a Yolao a la derecha con una tea encendida.

Se llama tea a la astilla de pino o de otra madera impregnada con resina. Una vez encendida se utiliza para alumbrar como si fuera una antorcha.
Por extensión se llama tea a cualquier cosa capaz de crear efectos incendiarios tanto físicos como morales. Por su parte, se conocen como teas nupciales o marciales a las teas que antiguamente llevaban los desposados delante de sus esposas. Se tomaba esta denominación también por la de las mismas bodas. 